# Popis zemalja potpisnica Otavskog sporazuma
██ Potpisali i ratificirali
██ Pristupili
██ Potpisali ali ne i ratificirali
Ovo je popis država potpisnica Otavskog sporazuma koji je poznat i kao sporazum protiv mina a podrazumjeva izvlaštenje mina namijenjenih eliminaciji ljudske komponente u sustavu ratovanja za razliku onih koji se koriste za protuoklopno djelovanje. Države potpisnice Otavskog sporazuma obavezale su se prekinuti proizvodnju, skladištenje, deponiranje, transport, prodaju i korištenje mina te uništavanje postojećih uskladištenih mina koje imaju na svom teritoriju. 3. prosinca 1997. godine prve tri zemlje koje su potpisale sporazum su Kanada, Irska i Mauricijus te su ujedno na isti dan ratificirale sporazum. Sporazum je stupio na snagu i zatvoren za pristupanje 1.ožujka 1999. godine do kada ga je potpisalo i ratificiralo 40 država. Od toga datuma države koje nisu potpisale sporazum mogu se pridružiti pristupanjem istom ili prihvatiti odredbe sporazuma te ih provoditi. Do 8. prosinca 2008. godine broj država koje su ratificirale i koje su se pridružile sporazumu je 156, te dvije države potpisnice koje su potpisale ali još uvijek nisu ratificirale sporazum.

## Države koje su ratificirale ili pristupile sporazumu
| Država                    | Potpis             | Ovlaštenje          | Metoda       |
| ------------------------- | ------------------ | ------------------- | ------------ |
| Afganistan                |                    | 11. rujna 2002.     | Pristupanje  |
| Albanija                  | 8. rujna 1998.     | 29. veljače 2000.   | Ratifikacija |
| Alžir                     | 3. prosinca 1997.  | 9. listopada 2001.  | Ratifikacija |
| Andora                    | 3. prosinca 1997.  | 29. lipnja 1998.    | Ratifikacija |
| Angola                    | 4. prosinca 1997.  | 5. srpnja 2002.     | Ratifikacija |
| Antigva i Barbuda         | 3. prosinca 1997.  | 3. svibnja 1999.    | Ratifikacija |
| Argentina                 | 4. prosinca 1997.  | 4. rujna 1999.      | Ratifikacija |
| Australija                | 3. prosinca 1997.  | 4. siječnja 1999.   | Ratifikacija |
| Austrija                  | 3. prosinca 1997.  | 29. lipnja 1998.    | Ratifikacija |
| Bahami                    | 3. prosinca 1997.  | 3. srpnja 1998.     | Ratifikacija |
| Bangladeš                 | 7. svibnja 1998.   | 6. rujna 2000.      | Ratifikacija |
| Barbados                  | 3. prosinca 1997.  | 26. siječnja 1999.  | Ratifikacija |
| Bjelorusija               |                    | 3. rujna 2003.      | Pristupanje  |
| Belgija                   | 3. prosinca 1997.  | 4. rujna 1998.      | Ratifikacija |
| Belize                    | 27. veljače 1998.  | 23. travnja 1998.   | Ratifikacija |
| Benin                     | 3. prosinca 1997.  | 25. rujna 1998.     | Ratifikacija |
| Butan                     |                    | 18. kolovoza 2005.  | Pristupanje  |
| Bolivija                  | 3. prosinca 1997.  | 9. lipnja 1998.     | Ratifikacija |
| Bosna i Hercegovina       | 3. prosinca 1997.  | 8. rujna 1998.      | Ratifikacija |
| Bocvana                   | 3. prosinca 1997.  | 1.ožujka 2000.      | Ratifikacija |
| Brazil                    | 3. prosinca 1997.  | 30. travnja 1999.   | Ratifikacija |
| Brunej                    | 4. prosinca 1997.  | 24. travnja 2006.   | Ratifikacija |
| Bugarska                  | 3. prosinca 1997.  | 4. rujna 1998.      | Ratifikacija |
| Burkina Faso              | 3. prosinca 1997.  | 16. rujna 1998.     | Ratifikacija |
| Burundi                   | 3. prosinca 1997.  | 22. listopada 2003. | Ratifikacija |
| Kambodža                  | 3. prosinca 1997.  | 28. srpnja 1999.    | Ratifikacija |
| Kamerun                   | 3. prosinca 1997.  | 19. rujna 2002.     | Ratifikacija |
| Kanada                    | 3. prosinca 1997.  | 3. prosinca 1997.   | Ratifikacija |
| Zelenortska Republika     | 4.prosinca 1997.   | 14. svibnja 2001.   | Ratifikacija |
| Srednjoafrička Republika  |                    | 8. studenog 2002.   | Pristupanje  |
| Čad                       | 6. srpnja 1998.    | 6. svibnja 1999.    | Ratifikacija |
| Čile                      | 3. prosinca 1997   | 10. rujna 2001.     | Ratifikacija |
| Kolumbija                 | 3. prosinca 1997.  | 6. rujna 2000.      | Ratifikacija |
| Komori                    |                    | 19. rujna 2002.     | Pristupanje  |
| Republika Kongo           |                    | 4. svibnja 2001.    | Pristupanje  |
| Cookovo Otočje            | 3. prosinca 1997.  | 15. ožujka 2006.    | Ratifikacija |
| Kostarika                 | 3. prosinca 1997.  | 17. ožujka 1999.    | Ratifikacija |
| Obala Bjelokosti          |                    | 30. lipnja 2000.    | Ratifikacija |
| Hrvatska                  | 4. prosinca 1997.  | 20. svibnja 1998.   | Ratifikacija |
| Cipar                     | 4. prosinca 1997.  | 17. veljače 2003.   |              |
| Češka                     | 3. prosinca 1997.  | 26.listopada 1999.  | Ratifikacija |
| DR Kongo                  |                    | 2. svibnja 2002.    | Pristupanje  |
| Danska                    | 4. prosinca 1997.  | 8. lipnja 1998.     | Ratifikacija |
| Džibuti                   | 3. prosinca 1997.  | 18. svibnja 1998.   | Ratifikacija |
| Dominika                  | 3. prosinca 1997.  | 26. ožujka 1999.    | Ratifikacija |
| Dominikanska Republika    | 3. prosinca 1997.  | 30. lipnja 2000.    | Ratifikacija |
| Ekvador                   | 4. prosinca 1997.  | 29. travnja 1999.   | Ratifikacija |
| Salvador                  | 4. prosinca 1997.  | 27. siječnja 1999.  | Ratifikacija |
| Ekvatorska Gvineja        |                    | 16. rujna 1998.     | Pristupanje  |
| Eritreja                  |                    | 27. kolovoza 2001.  | Pristupanje  |
| Estonija                  |                    | 12. svibnja 2004.   | Pristupanje  |
| Etiopija                  | 3. prosinca 1997.  | 17. prosinca 2004.  | Ratifikacija |
| Fidži                     | 3. prosinca 1997.  | 10. lipnja 1998.    | Ratifikacija |
| Francuska                 | 3. prosinca 1997.  | 23. lipnja 1998.    | Ratifikacija |
| Gabon                     | 3. prosinca 1997.  | 8. rujna 2000.      | Ratifikacija |
| Gambija                   | 4. prosinca 1997.  | 23. rujna 2002.     | Ratifikacija |
| Njemačka                  | 3. prosinca 1997.  | 23. srpnja 1998.    | Ratifikacija |
| Gana                      | 4. prosinca 1997.  | 30. lipnja 2000.    | Ratifikacija |
| Grčka                     | 3. prosinca 1997.  | 25. rujna 2003.     | Ratifikacija |
| Grenada                   | 3. prosinca 1997.  | 19. kolovoza 1998.  | Ratifikacija |
| Gvatemala                 | 3. prosinca 1997.  | 26. ožujka 1999.    | Ratifikacija |
| Gvineja                   | 4. prosinca 1997.  | 8. listopada 1998.  | Ratifikacija |
| Gvineja Bisau             | 3. prosinca 1997.  | 22. svibnja 2001.   | Ratifikacija |
| Gvajana                   | 4. prosinca 1997.  | 5. kolovoza 2003.   | Ratifikacija |
| Haiti                     | 3. prosinca 1997.  | 15. veljače 2006.   | Ratifikacija |
| Vatikan                   | 4. prosinca 1997.  | 17. veljače 1998.   | Ratifikacija |
| Honduras                  | 3. prosinca 1997.  | 24. rujna 1998.     | Ratifikacija |
| Mađarska                  | 3. prosinca 1997.  | 6. travnja 1998.    | Ratifikacija |
| Island                    | 4. prosinca 1997.  | 5. svibnja 1999.    | Ratifikacija |
| Indonezija                | 4. prosinca 1997.  | 16. veljače 2007.   | Ratifikacija |
| Irak                      |                    | 15. kolovoza 2007.  | Pristupanje  |
| Irska                     | 3. prosinca 1997.  | 3. prosinca 1997.   | Ratifikacija |
| Italija                   | 3. prosinca 1997.  | 23. travnja 1999.   | Ratifikacija |
| Jamajka                   | 3. prosinca 1997.  | 17. srpnja 1998.    | Ratifikacija |
| Japan                     | 3. prosinca 1997.  | 30. rujna 1998.     | Prihvaćanje  |
| Jordan                    | 11. kolovoza 1998. | 13. studenog 1998.  | Ratifikacija |
| Kenija                    | 5. prosinca 1997.  | 23. siječnja 2001.  | Ratifikacija |
| Kiribati                  |                    | 7. rujna 2000.      | Pristupanje  |
| Kuvajt                    |                    | 31. srpnja 2007.    | Pristupanje  |
| Latvija                   |                    | 1. lipnja 2005.     | Pristupanje  |
| Lesoto                    | 4. prosinca 1997.  | 2. prosinca 1998.   | Ratifikacija |
| Liberija                  |                    | 23. prosinca 1999.  | Pristupanje  |
| Lihtenštajn               | 3. prosinca 1997.  | 5. listopada 1999.  | Ratifikacija |
| Litva                     | 26. veljače 1999.  | 12.svibnja 2003.    | Ratifikacija |
| Luksemburg                | 4. prosinca 1997.  | 14. lipnja 1999.    | Ratifikacija |
| Sjeverna Makedonija       |                    | 9. rujna 1998.      | Pristupanje  |
| Madagaskar                | 4. prosinca 1997.  | 16. rujna 1999.     | Ratifikacija |
| Malavi                    | 4. prosinca 1997.  | 13. kolovoza 1998.  | Ratifikacija |
| Malezija                  | 3. prosinca 1997.  | 22. travnja 1999.   | Ratifikacija |
| Maldivi                   | 1. listopada 1998. | 7. rujna 2000.      | Ratifikacija |
| Mali                      | 3. prosinca 1997.  | 2. lipnja 1998.     | Ratifikacija |
| Malta                     | 4. prosinca 1997.  | 7. svibnja 2001.    | Ratifikacija |
| Mauretanija               | 3. prosinca 1997.  | 21. srpnja 2000.    | Ratifikacija |
| Mauricijus                | 3. prosinca 1997.  | 3. prosinca 1997.   | Ratifikacija |
| Meksiko                   | 3. prosinca 1997.  | 9. lipnja 1998.     | Ratifikacija |
| Monako                    | 4. prosinca 1997.  | 17. studenog 1998.  | Ratifikacija |
| Crna Gora                 |                    | 23. listopada 2006. | Succession   |
| Mozambik                  | 3. prosinca 1997.  | 25. kolovoza 1998.  | Ratifikacija |
| Namibija                  | 3. prosinca 1997.  | 21. rujna 1998.     | Ratifikacija |
| Nauru                     |                    | 7. kolovoza 2000.   | Pristupanje  |
| Nizozemska                | 3. prosinca 1997.  | 12. travnja 1999.   | Prihvaćanje  |
| Novi Zeland               | 3. prosinca 1997.  | 27. siječnja 1999.  | Ratifikacija |
| Nikaragva                 | 4. prosinca 1997.  | 30.studenog 1998.   | Ratifikacija |
| Niger                     | 4. prosinca 1997.  | 23. ožujka 1999.    | Ratifikacija |
| Nigerija                  |                    | 27. rujna 2001.     | Pristupanje  |
| Niue                      | 3. prosinca 1997.  | 15. travnja 1998.   | Ratifikacija |
| Norveška                  | 3. prosinca 1997.  | 9. sronja 1998.     | Ratifikacija |
| Palau                     |                    | 9. studenog 2007.   | Pristupanje  |
| Panama                    | 4. prosinca 1997.  | 7. listopada 1998.  | Ratifikacija |
| Papua Nova Gvineja        |                    | 28. lipnja 2004.    | Pristupanje  |
| Paragvaj                  | 3. prosinca 1997.  | 13. studenog 1998.  | Ratifikacija |
| Peru                      | 3. prosinca 1997.  | 17. lipnja 1998.    | Ratifikacija |
| Filipini                  | 3. prosinca 1997.  | 15. veljače 2000.   | Ratifikacija |
| Portugal                  | 3. prosinca 1997.  | 19. veljače 1999.   | Ratifikacija |
| Katar                     | 4. prosinca 1997.  | 13. listopada 1998. | Ratifikacija |
| Moldavija                 | 3. prosinca 1997.  | 8. rujna 2000.      | Ratifikacija |
| Rumunjska                 | 3. prosinca 1997.  | 30. studenog 2000.  | Ratifikacija |
| Ruanda                    | 3. prosinca 1997.  | 8. lipnja 2000.     | Ratifikacija |
| Sveti Kristofor i Nevis   | 3. prosinca 1997.  | 2. prosinca 1998.   | Ratifikacija |
| Sveta Lucija              | 3. prosinca 1997.  | 13. travnja 1999.   | Ratifikacija |
| Sveti Vincent i Grenadini | 3. prosinca 1997.  | 1. kolovoza 2001.   | Ratifikacija |
| Samoa                     | 3. prosinca 1997.  | 23. srpnja 1998.    | Ratifikacija |
| San Marino                | 3. prosinca 1997.  | 18. ožujka 1998.    | Ratifikacija |
| Sveti Toma i Princip      | 30. travnja 1998.  | 31. ožujka 2003.    | Ratifikacija |
| Senegal                   | 3. prosinca 1997.  | 24. rujna 1998.     | Ratifikacija |
| Srbija                    |                    | 18. rujna 2003.     | Pristupanje  |
| Sejšeli                   | 4. prosinca 1997.  | 2. lipnja 2000.     | Ratifikacija |
| Sijera Leone              | 29. srpnja 1998.   | 25. travnja 2001.   | Ratifikacija |
| Slovačka                  | 3. prosinca 1997.  | 25. veljače 1999.   | Odobrenje    |
| Slovenija                 | 3. prosinca 1997.  | 27. listopada 1998. | Ratifikacija |
| Solomonski Otoci          | 4. prosinca 1997.  | 26. siječnja 1999.  | Ratifikacija |
| JAR                       | 3. prosinca 1997.  | 26. lipnja 1998.    | Ratifikacija |
| Španjolska                | 3. prosinca 1997.  | 19. siječnja 1999.  | Ratifikacija |
| Sudan                     | 4. prosinca 1997.  | 13. listopada 2003. | Ratifikacija |
| Surinam                   | 4. prosinca 1997.  | 23. svibnja 2002.   | Ratifikacija |
| Esvatini                  | 4. prosinca 1997.  | 22. prosinca 1998.  | Ratifikacija |
| Švedska                   | 4. prosinca 1997.  | 30. studenog 1998.  | Ratifikacija |
| Švicarska                 | 3. prosinca 1997.  | 24. ožujka 1998.    | Ratifikacija |
| Tadžikistan               |                    | 12. listopada 1999. | Pristupanje  |
| Tanzanija                 | 3. prosinca 1997.  | 13. studenog 2000.  | Ratifikacija |
| Tajland                   | 3. prosinca 1997.  | 27. studenog 1998.  | Ratifikacija |
| Istočni Timor             |                    | 7. svibnja 2003.    | Pristupanje  |
| Togo                      | 4. prosinca 1997.  | 9. ožujka 2000.     | Ratifikacija |
| Trinidad i Tobago         | 4. prosinca 1997.  | 27. travnja 1998.   | Ratifikacija |
| Tunis                     | 4. prosinca 1997.  | 9. srpnja 1999.     | Ratifikacija |
| Turska                    |                    | 25. rujna 2003.     | Pristupanje  |
| Turkmenistan              | 3. prosinca 1997.  | 19. siječnja 1998.  | Ratifikacija |
| Uganda                    | 3. prosinca 1997.  | 25. veljače 1999.   | Ratifikacija |
| Ukrajina                  | 24. veljače 1999.  | 27. prosinca 2005.  | Ratifikacija |
| Ujedinjeno Kraljevstvo    | 3. prosinca 1997.  | 31. srpnja 1998.    | Ratifikacija |
| Urugvaj                   | 3. prosinca 1997.  | 7. lipnja 2001.     | Ratifikacija |
| Vanuatu                   | 4. prosinca 1997.  | 16. rujna 2005.     | Ratifikacija |
| Venezuela                 | 3. prosinca 1997.  | 14. travnja 1999.   | Ratifikacija |
| Jemen                     | 4. prosinca 1997.  | 1. rujna 1998.      | Ratifikacija |
| Zambija                   | 12. prosinca 1997. | 23. veljače 2001.   | Ratifikacija |
| Zimbabve                  | 3. prosinca 1997.  | 18. lipnja 1998.    | Ratifikacija |

## Države koje su potpisale sporazum ali ga nisu ratificirale
| Država          | Potpis            |
| --------------- | ----------------- |
| Maršalovi Otoci | 4. prosinca 1997. |
| Poljska         | 4. prosinca 1997. |

## Države koje nisu potpisale sporazum
| #  | Država                     |
| -- | -------------------------- |
| 1  | Armenija                   |
| 2  | Azerbajdžan                |
| 3  | Bahrein                    |
| 4  | Mjanmar                    |
| 5  | NR Kina                    |
| 6  | Kuba                       |
| 7  | Egipat                     |
| 8  | Mikronezija                |
| 9  | Finska                     |
| 10 | Gruzija                    |
| 11 | Indija                     |
| 12 | Iran                       |
| 13 | Izrael                     |
| 14 | Kazahstan                  |
| 15 | Kirgistan                  |
| 16 | Laos                       |
| 17 | Libanon                    |
| 18 | Libija                     |
| 19 | Mongolija                  |
| 20 | Maroko                     |
| 21 | Nepal                      |
| 22 | Sjeverna Koreja            |
| 23 | Oman                       |
| 24 | Pakistan                   |
| 25 | Rusija                     |
| 26 | Saudijska Arabija          |
| 27 | Singapur                   |
| 28 | Somalija                   |
| 29 | Južna Koreja               |
| 30 | Šri Lanka                  |
| 31 | Sirija                     |
| 32 | Tonga                      |
| 33 | Tuvalu                     |
| 34 | Ujedinjeni Arapski Emirati |
| 35 | SAD                        |
| 36 | Uzbekistan                 |
| 37 | Vijetnam                   |

## Pogledati također
- Otavski sporazum
- Protupješačke mine